# Palacio del duque de Medina Sidonia
El palacio del duque de Medina Sidonia, también conocido como Casa del judío, está situado en la ciudad de Córdoba (España), en la calle Rey Heredia, número 13 (llamada anteriormente calle del Duque en honor a su propietario). Se trata de un palacio de origen mudéjar del siglo XIII, que perteneció al duque Enrique de Castilla, hijo del rey Enrique II de Castilla y de la dama cordobesa Juana de Sousa. El duque Enrique de Castilla es quien da nombre a este palacio, puesto que él fue el I duque de Medina Sidonia, I conde de Cabra y señor de Morón, Alcalá de los Gazules, Portillo y Aranda de Duero, títulos concedidos por su padre.  
Este edificio es uno de los mejores ejemplos de patrimonio histórico multicultural: romano, musulmán, cristiano y judío. Se trata de un edificio construido sobre el propio Teatro Romano de Córdoba (ocupando casi la mitad de la superficie del teatro, el cual era el segundo más grande de todo el Imperio Romano). El palacio fue construido y habitado en un primer momento por árabes (en sus patios y pasadizos subterráneos hay inscripciones en árabe en las que se nombra a Mahoma y Alá). Este palacio fue restaurado y habitado por cristianos tras la reconquista de Córdoba (de traza mudéjar con decoración renacentista y barroca). El palacio también ha sido habitado por judíos descendientes de sefardíes, que a pesar de su religión han respetado los símbolos y elementos construidos en épocas anteriores.  

## Historia
Tras la Conquista cristiana de Córdoba, este palacio mudéjar construido en el siglo XIII se conocía, por entonces, con el nombre de "Casas Altas". Debido a la conquista cristiana, el rey Fernando III de Castilla ("El Santo") realiza el repartimiento de la ciudad de Córdoba, y el 24 de julio de 1237 entrega este palacio a Domingo Muñoz el-Adalid, quien a su vez lo dona a su hija Oragilda por haber contraído matrimonio con Fernán Núñez de Témez. Posteriormente habitaron allí su hijo Fernán Alfonso con su mujer Urraca González, y después, a finales del siglo XIII, hicieron lo mismo su nieto Alfonso Fernández con su mujer Constanza Álvarez. Este matrimonio no dejó descendencia conjunta, por lo que el palacio pasa a ser propiedad de Juana Fernández, hermana de Alfonso Fernández e hija de Fernán Alfonso.

### Familia de los Sousa
Juana Fernández se casó con Gómez Fernández Carrillo (II señor de Santaeufemia), y el 24 de marzo de 1351 entregaron el palacio a su hija María García Carrillo cuando esta contrajo matrimonio con Vasco Alfonso de Sousa, de noble familia portuguesa que había llegado a Córdoba en el año 1.350. El matrimonio formado por Vasco Alfonso de Sousa y María García Carrillo se convirtió en uno de los más poderosos de Córdoba en aquella época. Esto se refleja en la remodelación que llevan a cabo en el Palacio (conocido por aquel entonces como "Casas Altas") convirtiéndolo en un bellísimo palacio mudéjar, tras realizar importantes obras encargadas al arquitecto bajo-medieval Maesse Mohamad. El 18 de enero de 1366, el Rey Pedro I de Castilla (Pedro I "el Cruel") nombró Alcalde Mayor y Justiciero Mayor de Córdoba a Vasco Alfonso de Sousa, el cual celebraba los plenos municipales e impartía justicia en el mismo Palacio ("Casas Altas") donde él residía. Tras el asesinato del rey Pedro I de Castilla (Pedro I "el Cruel") por parte de su hermanastro y sucesor el rey Enrique II de Castilla, este nuevo rey volvió a ratificar a Vasco Alfonso de Sousa como Alcalde Mayor y Justiciero Mayor de Córdoba, puesto que no se había postulado a favor de ninguno de los dos monarcas que disputaban la corona de Castilla. 

Escudo del duque Enrique de Castilla, hijo del rey Enrique II de Castilla

### Enrique de Castilla, I duque de Medina Sidonia
Vasco Alfonso de Sousa y María García Carrillo tuvieron varios hijos, entre los que se encontraba Juana de Sousa. En enero de 1377 el Rey Enrique II de Castilla visitó la ciudad de Córdoba y conoció a Juana de Sousa con quien tuvo un hijo en septiembre de 1377: Enrique de Castilla. El rey Enrique II de Castilla le concede a su hijo Enrique de Castilla  los títulos nobiliarios de I duque de Medina Sidonia, I conde de Cabra, señor de Morón, señor de Alcalá de los Gazules, señor de Portillo y señor de Aranda de Duero. A partir de este momento, el Palacio dejará de ser conocido como "Casas Altas" y comenzará a conocerse como "Palacio del hijo de Enrique II", "Palacio del Duque" o "Palacio del Duque de Medina Sidonia" (nombre con el que se le conoce todavía en la actualidad). El duque Enrique de Castilla y su madre Juana de Sousa viven en dicho Palacio junto a sus abuelos Vasco Alfonso de Sousa y María García Carrillo. En 1379 muere el rey Enrique II de Castilla, y en 1394 ya había muerto también Vasco Alfonso de Sousa. El 29 de agosto de 1397, María García Carrillo hace la repartición de todos sus bienes y propiedades, y nombra heredera del Palacio a Juana de Sousa, quien vivía allí con ella y con su hijo el duque Enrique de Castilla.  

El 14 de septiembre de 1404 muere el duque Enrique de Castilla en dicho Palacio. El 12 de mayo de 1442, Juana de Sousa otorga su testamento y deja el Palacio en herencia a su sobrino Juan Alfonso de Sousa, I señor de Rabanales (hijo de su hermano Diego Alfonso de Sousa).  

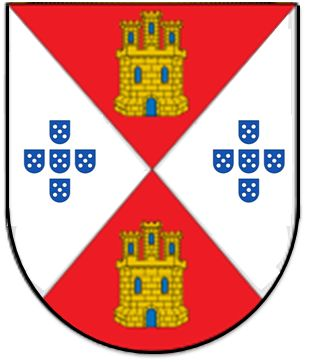
Escudo del linaje de Alfonso de Sousa, I señor de Rabanales

### Familia de los Sousa - División del palacio
Juan Alfonso de Sousa, I señor de Rabanales (también Alcalde Mayor y Justiciero Mayor de Córdoba) vive en el Palacio junto a su mujer Isabel Fernández Mesa. Juana de Sousa le había dejado el Palacio en herencia a su sobrino Juan Alfonso de Sousa (hijo de su hermano Diego Alfonso de Sousa), pero con la condición de que este a su vez entregase 600 doblas a los hijos de otro sobrino de Juana de Sousa, llamado Vasco Alonso de Sousa (hijo de Leonor, hermana de Juana de Sousa). Juan Alfonso de Sousa no entrega las 600 doblas a los hijos de Vasco Alonso de Sousa, por lo que el Palacio se desmembra en dos partes. Una parte (el actual número 9 de la Calle Rey Heredia) pasó a los hijos de Vasco Alonso de Sousa (Diego y Juana). La otra parte (lo que en la actualidad se conoce como Palacio del Duque de Medina Sidonia) pasó a los hijos de Juan Alfonso de Sousa e Isabel Fernández Mesa. El 22 de septiembre de 1454, Diego y Juana (hijos de Vasco Alonso de Sousa) venden el número 9 de la Calle Rey Heredia a Pedro de Baena, donde después vivirían sus descendientes hasta finales del siglo XIX que lo venden a Jerónimo Gutiérrez de Ravé y Fernández de Henestrosa. La otra parte del Palacio, la actualmente conocida como Palacio del Duque de Medina Sidonia, pasa a ser propiedad de Diego Alfonso de Sousa (II señor de Rabanales), hijo de Juan Alfonso de Sousa e Isabel Fernández Mesa, según el testamento del 15 de junio de 1479. 
Diego Alfonso de Sousa, II señor de Rabanales vivió en el Palacio junto a su mujer Juana Carrillo. El Palacio posteriormente pasa a ser propiedad de su hijo Antonio Alfonso de Sousa y Carrillo (III señor de Rabanales) y de su esposa María Fernández de Figueroa. Después, el palacio pasa a ser propiedad del hijo de estos últimos, llamado también Diego Alfonso de Sousa, IV señor de Rabanales. Diego Alfonso de Sousa (IV señor de Rabanales) contrae matrimonio con María Magdalena de los Ríos, con la que no tiene descendencia conjunta. Diego Alfonso de Sousa (IV señor de Rabanales) contrae segundo matrimonio con Ana de Guzmán y Saavedra, con la que tiene dos hijos: Antonio Alfonso de Sousa (V señor de Rabanales) y Francisco de Sousa, quienes fueron los últimos de la familia Sousa en ser propietarios del Palacio del duque de Medina Sidonia.

### Familia López de Haro, señores del Carpio
En 1569 los Sousa vendieron el palacio a Diego López de Haro (Caballero de Santiago e hijo de los VII señores del Carpio) y a su esposa Antonia de Guzmán. El 12 de abril de 1569, siendo ya los propietarios Diego López de Haro y Antonia de Guzmán, alojaron en este palacio a los Príncipes de Éboli, Ruy Gómez de Silva y Ana de Mendoza. El Palacio pasó a ser propiedad de un hijo de Diego López de Haro y Antonia de Guzmán, llamado Diego López de Haro y Guzmán (caballerizo y criador de caballos del rey Felipe II, y padre del IV Marqués del Carpio). Diego López de Haro y Guzmán contrajo matrimonio con María de Guzmán, residiendo ambos en este Palacio hasta que trasladaron su residencia a Madrid. En 1590, venden la propiedad del palacio a la familia de los Armentas.   

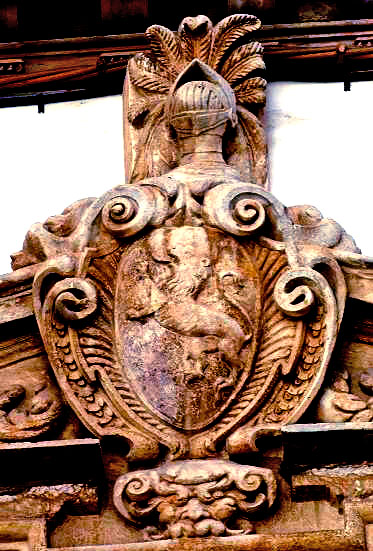
Escudo de Damián de Armenta y Valenzuela, esculpido en piedra en 1636 en la puerta principal del palacio

### Familia de los Armentas - Remodelación del palacio
En 1590, Francisco de Armenta y Francisca de Fonseca compran el palacio. Después, este palacio pasa a ser propiedad de su hijo Gonzalo de Armenta, quien contrae matrimonio el 1 de mayo de 1608 con María de Torralba. Les sucede en la posesión del palacio Francisco de Armenta y su esposa Elvira de Valenzuela, quienes realizan importantes obras en el palacio, transformando parte de la decoración mudéjar en renacentista. Se transforma el patio principal, se sustituyen las cubiertas de madera que había realizado Maesse Yusef, se levantan nuevas galerías, y se construyen nuevos artesonados de traza mudéjar. Aunque la obra se realiza en el año 1609, la traza del artesonado es puramente mudéjar, puesto que este estilo es usado en Córdoba hasta finales del siglo XVIII. La remodelación es encargada a Pedro de Molina y Alonso de Castro, quienes se encargan de las obras junto a Bartolomé Muñoz, el encargado de los nuevos artesonados de madera.   

Francisco de Armenta y Elvira de Valenzuela tienen un hijo llamado Damián de Armenta y Valenzuela (Inquisidor, Canónigo y Arcediano de la Catedral de Córdoba), quien les sucede como propietario del palacio. Damián de Armenta y Valenzuela realiza nuevas obras en el Palacio: modifica la disposición del primer patio de la entrada, levanta nuevas galerías, y construye un friso barroco en el que realiza una inscripción en latín que dice "Vivimos como si al día siguiente tuviéramos que morir, y edificamos como si siempre tuviéramos que vivir. Epístola de San Jerónimo a los Gaudencios". Esta obra finaliza en 1627. En 1636, Damián de Armenta y Valenzuela construye una portada de piedra, de estilo renacentista, en la fachada principal del Palacio (la cual ha llegado hasta la actualidad). En dicha portada renacentista, Damián de Armenta y Valenzuela coloca su escudo de armas esculpido en piedra, y un dintel con una inscripción en latín que dice "No para nosotros, sino para los que vienen después de nosotros". En 1640 muere Damián de Armenta y Valenzuela, y el palacio pasa a ser propiedad de su sobrina Inés de Armenta (hija de su hermano Alonso de Armenta), quien estaba casada con Pedro Gómez de Cárdenas.

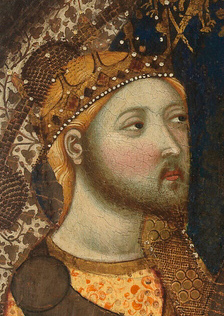
Retrato del rey Enrique II de Castilla, padre del duque Enrique de Castilla

### Familia Gómez de Cárdenas
En 1640, Pedro Gómez de Cárdenas e Inés de Armenta se trasladan al palacio, donde realizan alguna remodelación en él: modifican la estructura de la escalera principal del palacio, construyen bóvedas de arista decoradas con estilo barroco, e incluyen frisos y molduras policromadas. Después, en 1704, el palacio pasa a ser propiedad de María de la Asunción Cárdenas y Armenta (nieta de Pedro Gómez de Cárdenas e Inés de Armenta) casada con otro Pedro Gómez de Cárdenas (vizconde de Villanueva de Cárdenas). En 1754, los dueños del palacio eran sus descendientes Diego Gómez de Cárdenas y Armentia (caballero de la Orden de Calatrava y vizconde de Villanueva de Cárdenas) casado con Teresa Gómez de Cárdenas. Después, este palacio pasó a ser propiedad de los señores de Barbudo, y posteriormente lo compró la familia Urbina.

### Familia Merino
En 1949 el palacio fue adquirido por Enrique Merino y su esposa Josefina López Suárez Varela, quienes solicitan a González del Campo que restaure el palacio para preservar y conservar los elementos representativos de los distintos estilos arquitectónicos que se habían usados en la construcción y decoración del mismo, a lo largo de los siglos. Así, conservaron la traza mudéjar usada en el edificio y sus patios, la piscina que antes había sido baño árabe de Abenfunt y de la Mezquita (que estaba situada en la actual iglesia de Santiago el Viejo), la capilla con bóveda de arista y el retablo, los techos y artesonados de estilo mudéjar, la arcada situada en el patio, la escalera barroca y su decoración, entre tantos otros elementos. En 1964 el palacio se lo venden a Ellie J. Nahmias, quien al ver tan solo su fachada, tuvo interés en comprarlo.

### Familia Nahmias
El palacio pasó a manos del sefardí de Salónica Elie J. Nahmias cuando se le averió su coche en Córdoba durante su ruta turística en Andalucía la Nochebuena de 1964. El matrimonio quedó prendado de la ciudad y decidió comprar el palacete, conociéndose a partir de entonces como Casa del judío. Su restauración corrió a manos del afamado arquitecto Félix Hernández, quien realizó la entrada por la plaza de los Páez de Castillejo con una portada de un palacio toledano yon las figuras de Fernando III y Pedro I. La puerta de la cochera que da a la calle Horno del Cristo fue tapiada debido a un robo en la casa. Actualmente, el palacio situado en la calle Rey Heredia, número 13, se conoce con el nombre de "Casa del judío" en alusión a Ellie J. Nahmias, o con el nombre de "Palacio del duque de Medina Sidonia" en honor al  duque Enrique de Castilla (hijo del rey Enrique II de Castilla, I duque de Medina Sidonia, I conde de Cabra y señor de Morón, Alcalá de los Gazules, Portillo y Aranda de Duero).